# Dzianis Jakubau
Dzianis Jakubau (biał. Дзяніс Якубаў, ros. Денис Якубов; ur. 20 maja 1981 w Mohylewie) – białoruski wioślarz.

## Osiągnięcia
- Mistrzostwa Świata – Mediolan 2003 – dwójka podwójna – 20. miejsce[1].
- Mistrzostwa Świata – Gifu 2005 – ósemka – 10. miejsce[1].
- Mistrzostwa Świata – Eton 2006 – ósemka – 13. miejsce[1].
- Mistrzostwa Świata – Monachium 2007 – ósemka – 12. miejsce[1].
- Mistrzostwa Europy – Poznań 2007 – ósemka – 3. miejsce[1].